# M81 Woodland

Kamuflaż M81 Woodland

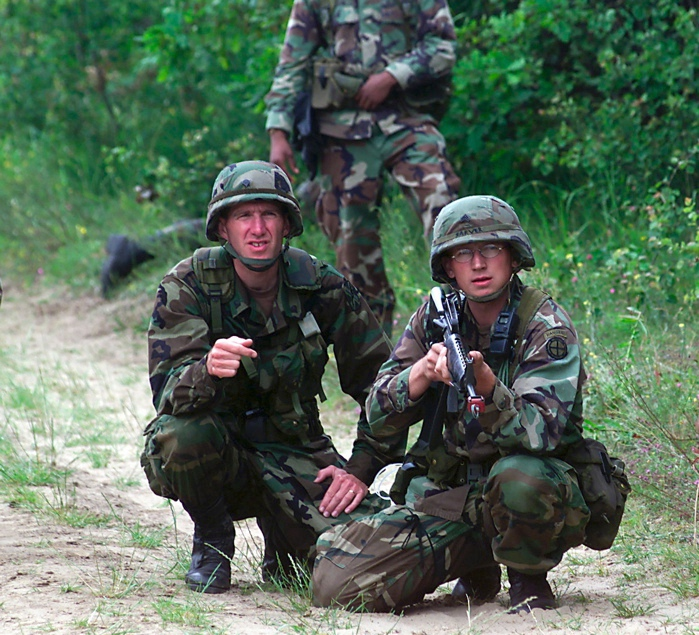
Żołnierze w mundurach Woodland

Woodland – kamuflaż używany m.in. przez amerykańskie siły zbrojne tj.: US Army, USMC, United States Air Force i United States Navy.
Kamuflaż został opracowany w roku 1981 i wdrożony wraz z mundurem typu BDU. Woodland jest w dużej mierze wzorowany na kamuflażu z czasów wojny wietnamskiej – ERDL.
W roku 2002 Marines zastąpiło Woodland nowszym kamuflażem – Marpat. Od 2004 stopniowo zastępowany także w US Army przez UCP. Z uwagi na swoje bardzo dobre właściwości maskujące Woodland stał się najpopularniejszym wzorem kamuflażu i został przyjęty przez wiele armii na świecie. Często spotykany również w kulturze masowej.
Na wyposażenie rosyjskiej armii w roku 1998 wprowadzono kamuflaż wzorowany na Woodlandzie – kamuflaż NATO.